# Chonas-l'Amballan
Chonas-l'Amballan [ʃɔna lɑ̃balɑ̃] est une commune française située dans le département de l'Isère (38)  en région Auvergne-Rhône-Alpes.

## Géographie

### Localisation
La commune est située dans l'aire urbaine de Vienne et dans son unité urbaine, sur un plateau qui domine le Rhône, de plus elle est en face des réputés vignobles des Côtes du Rhône et Condrieu. Le village s'est construit autour de son château et de son parc.
Son territoire est entièrement inscrit entre le tracé de la route nationale 7 à l'est et le cours du Rhône à l'ouest.

### Géologie et relief
Chonas-l'Amballan se situe dans la vallée du Rhône dont le terrain est essentiellement constitué de roches sédimentaires (loess), sédiment d'origine éolienne déposé à l'époque de la glaciation de Würm et avec lequel furent constituées les anciennes maisons et fermes de cette commune et des communes voisines (Saint-Prim, Reventin-Vaugris).

### Communes limitrophes
Le territoire de la commune est limitrophe de ceux de quatre autres communes.
Les communes limitrophes sont  Condrieu, Reventin-Vaugris, Saint-Prim et Tupin-et-Semons.

### Climat
Pour des articles plus généraux, voir Climat d'Auvergne-Rhône-Alpes et Climat de l'Isère.
En 2010, le climat de la commune est de type climat du Bassin du Sud-Ouest, selon une étude du Centre national de la recherche scientifique s'appuyant sur une série de données couvrant la période 1971-2000. En 2020, Météo-France publie une typologie des climats de la France métropolitaine dans laquelle la commune est dans une zone de transition entre le climat semi-continental et le climat de montagne et est dans une zone de transition entre les régions climatiques « Moyenne vallée du Rhône » et « Nord-est du Massif Central ». 
Pour la période 1971-2000, la température annuelle moyenne est de 11,8 °C, avec une amplitude thermique annuelle de 17,8 °C. Le cumul annuel moyen de précipitations est de 791 mm, avec 8,5 jours de précipitations en janvier et 5,9 jours en juillet. Pour la période 1991-2020, la température moyenne annuelle observée sur la station météorologique de Météo-France la plus proche, « Reventin », sur la commune de Reventin-Vaugris à 2 km à vol d'oiseau, est de 12,9 °C et le cumul annuel moyen de précipitations est de 775,7 mm,. Pour l'avenir, les paramètres climatiques de la commune estimés pour 2050 selon différents scénarios d'émission de gaz à effet de serre sont consultables sur un site dédié publié par Météo-France en novembre 2022.

### Hydrographie
Le territoire de la commune est bordé par le Rhône, un des principaux fleuves français, dans sa partie occidentale.

### Voies de communications
Située en bordure orientale, la RN7, qui relie Lyon à Nice, est la principale voie qui dessert le territoire communal. La RD37 qui s'en détache au niveau du hameau de Sambillot permet de rejoindre le bourg central puis la commune de Saint-Prim avant de rejoindre le centre de Saint-Clair-du-Rhône.

## Urbanisme

### Typologie
Au 1er janvier 2024, Chonas-l'Amballan est catégorisée ceinture urbaine, selon la nouvelle grille communale de densité à sept niveaux définie par l'Insee en 2022.
Elle appartient à l'unité urbaine de Vienne, une agglomération inter-départementale regroupant 25  communes, dont elle est une commune de la banlieue,,. Par ailleurs la commune fait partie de l'aire d'attraction de Lyon, dont elle est une commune de la couronne,. Cette aire, qui regroupe 397 communes, est catégorisée dans les aires de 700 000 habitants ou plus (hors Paris),.

### Occupation des sols
L'occupation des sols de la commune, telle qu'elle ressort de la base de données européenne d’occupation biophysique des sols Corine Land Cover (CLC), est marquée par l'importance des territoires agricoles (57,8 % en 2018), une proportion sensiblement équivalente à celle de 1990 (58,4 %). La répartition détaillée en 2018 est la suivante : 
terres arables (33 %), forêts (21,6 %), zones agricoles hétérogènes (17,4 %), zones urbanisées (16 %), cultures permanentes (7,5 %), eaux continentales (4,2 %), espaces verts artificialisés, non agricoles (0,4 %). L'évolution de l’occupation des sols de la commune et de ses infrastructures peut être observée sur les différentes représentations cartographiques du territoire : la carte de Cassini (XVIIIe siècle), la carte d'état-major (1820-1866) et les cartes ou photos aériennes de l'IGN pour la période actuelle (1950 à aujourd'hui).

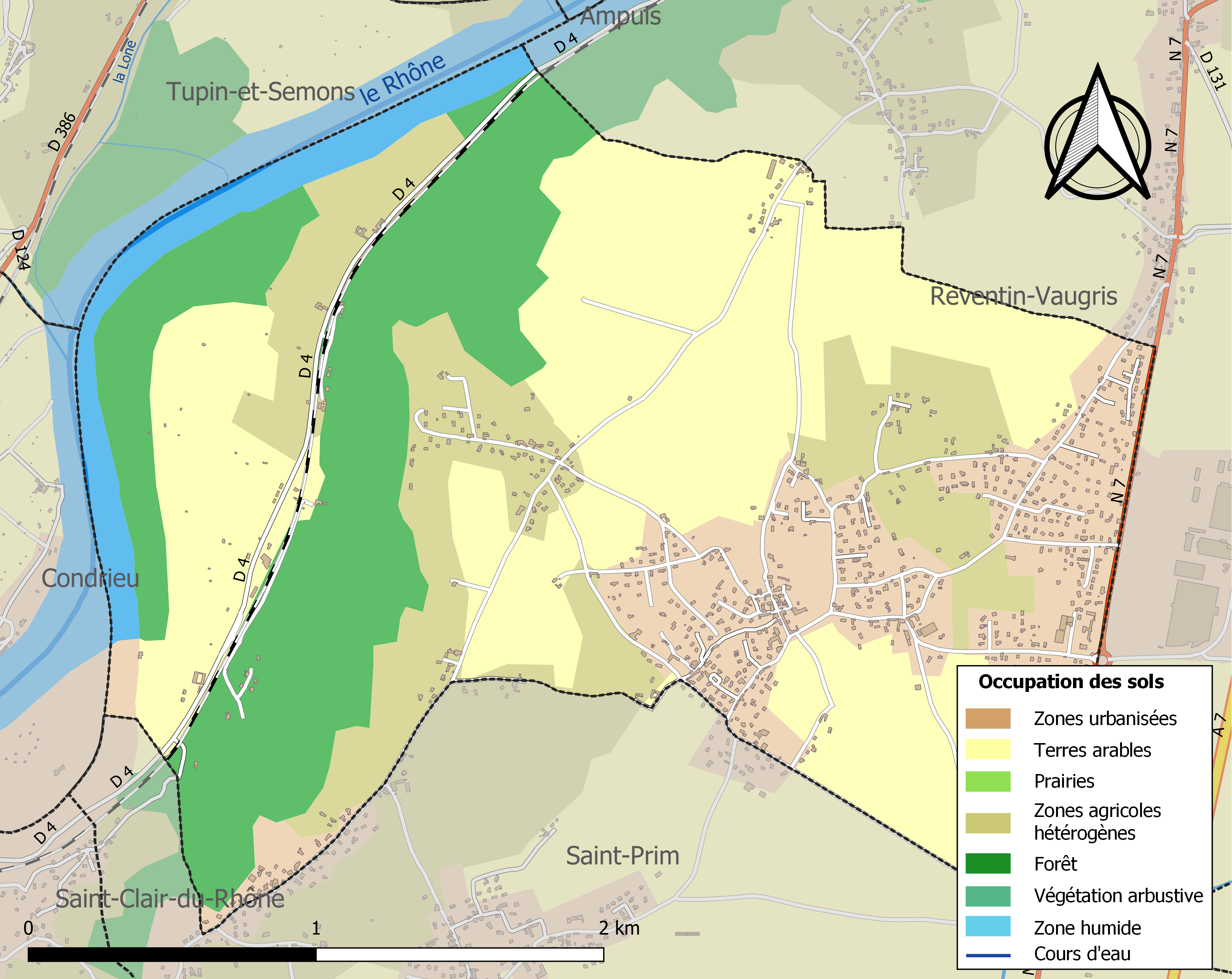
Carte des infrastructures et de l'occupation des sols de la commune en 2018 (CLC).

### Risques naturels et technologiques

#### Risques sismiques
L'ensemble du territoire de la commune de Chonas-l'Amballan est situé en zone de sismicité n°3 (sur une échelle de 1 à 5), comme la plupart des communes de son secteur géographique.
| Type de zone | Niveau            | Définitions (bâtiment à risque normal) |
| ------------ | ----------------- | -------------------------------------- |
| Zone 3       | Sismicité modérée | accélération = 1,1 m/s2                |

## Histoire

Le groupe scolaire et le monument aux morts en 1910.

Les terres au voisinage du château s’étendent sur près de 2 ha, la surface habitable aménagée est d’environ 3 000 m2.
- Le château date du XIe siècle, en 1341, la terre d’Auberives est cédée par le dauphin Humbert II et passe ainsi dans les mains de Jean de Chalon.
- En 1483, la terre d’Auberives est vendue à Philippe d’Arces.
- En 1540, Christophe de Loras, Gentilhomme de la maison du Roy, devient seigneur de Chonas (à l'époque cette seigneurie valait 250 livres de revenus).
- La terre d’Auberives devient propriété de Hubert de Bastarnay.
- En 1558, le château de Chonas appartient au vicomte de Joyeuse.
- En 1595, Humbert de Bourellon rachète la terre d’Auberives pour 40 000 écus et pendant deux siècles, la propriété de la puissante famille Gouvernet.
- Marquis de Veynes, dernier seigneur de Chonas, allié aux sires de Maugiron, vend le château après la Révolution à des marchands.
- Il est racheté par la famille de Nantes
- En 1990, le château est acheté par M. et Mme Regouffre.
- En 1997, il est racheté par M. et Mme Gourtenay.
- En 2002, c'est la société SOGIMM qui rachète le château.

Chonas devient en 1924 Chonas-l'Amballan à la suite du décret du 10 août 1924 paru au Journal Officiel du 27 août 1924.

## Politique et administration

### Liste des maires
| Période    | Période  | Identité                  | Étiquette | Qualité                                                                              |
| ---------- | -------- | ------------------------- | --------- | ------------------------------------------------------------------------------------ |
| avant 1958 | ?        | Ennemond Jury             | CNIP      | Président de la mutualité agricole, suppléant du député Raymond Bouillol (1958-1962) |
| mars 2001  | 2008     | Raymond Mallarte          |           |                                                                                      |
| mars 2008  | 2020     | Lucette Girardon-Tournier | SE        |                                                                                      |
| 2020       | En cours | Jean Proenca              |           | Ingénieur/cadre technique                                                            |

## Population et société

### Démographie
L'évolution du nombre d'habitants est connue à travers les recensements de la population effectués dans la commune depuis 1793. Pour les communes de moins de 10 000 habitants, une enquête de recensement portant sur toute la population est réalisée tous les cinq ans, les populations de référence des années intermédiaires étant quant à elles estimées par interpolation ou extrapolation. Pour la commune, le premier recensement exhaustif entrant dans le cadre du nouveau dispositif a été réalisé en 2005.

En 2022, la commune comptait 1 691 habitants, en évolution de +0,89 % par rapport à 2016 (Isère : +3,07 %, France hors Mayotte : +2,11 %).
| 1793 | 1800 | 1806 | 1821 | 1831 | 1836 | 1841 | 1846 | 1851 |
| ---- | ---- | ---- | ---- | ---- | ---- | ---- | ---- | ---- |
| 462  | 507  | 543  | 659  | 631  | 614  | 651  | 671  | 658  |

| 1856 | 1861 | 1866 | 1872 | 1876 | 1881 | 1886 | 1891 | 1896 |
| ---- | ---- | ---- | ---- | ---- | ---- | ---- | ---- | ---- |
| 619  | 620  | 627  | 527  | 581  | 523  | 508  | 507  | 510  |

| 1901 | 1906 | 1911 | 1921 | 1926 | 1931 | 1936 | 1946 | 1954 |
| ---- | ---- | ---- | ---- | ---- | ---- | ---- | ---- | ---- |
| 467  | 480  | 449  | 405  | 400  | 410  | 420  | 412  | 434  |

| 1962 | 1968 | 1975 | 1982 | 1990  | 1999  | 2005  | 2006  | 2010  |
| ---- | ---- | ---- | ---- | ----- | ----- | ----- | ----- | ----- |
| 476  | 517  | 702  | 863  | 1 005 | 1 219 | 1 372 | 1 461 | 1 545 |

| 2015  | 2020  | 2022  | - | - | - | - | - | - |
| ----- | ----- | ----- | - | - | - | - | - | - |
| 1 659 | 1 687 | 1 691 | - | - | - | - | - | - |

### Enseignement
Les établissements scolaires de la commune sont rattachés à l'académie de Grenoble.

### Équipements culturels et sportifs
Fondé en 1976, l'ASCP (Association Sportive de Chonas et Saint Prim) est un club de football comportant près de 200 adhérents.
En juillet 2009 l'ASCP fusionne avec l’ES St-Alban Clonas et devient l’Union Sportive des 2 Vallons, qui s'étend sur quatre villages (Chonas l’Amballan / Clonas-sur-Varèze / St-Alban-du-Rhône / St-Prim).

### Cultes
La communauté catholique et l'église d'Estrablin (propriété de la commune) sont desservies par la paroisse Sainte Mère Teresa en Viennois, elle-même rattachée au diocèse de Grenoble-Vienne.

### Médias
Historiquement, le quotidien à grand tirage Le Dauphiné libéré consacre, chaque jour, y compris le dimanche, dans son édition du Nord-Isère (Vienne), un ou plusieurs articles à l'actualité du canton et quelquefois de la commune, ainsi que des informations sur les éventuelles manifestations locales, les travaux routiers, et autres événements divers à caractère local.

## Culture locale et patrimoine

### Lieux et monuments
- Église Saint-Sévère de Chonas-l'Amballan

#### Le château de Chonas

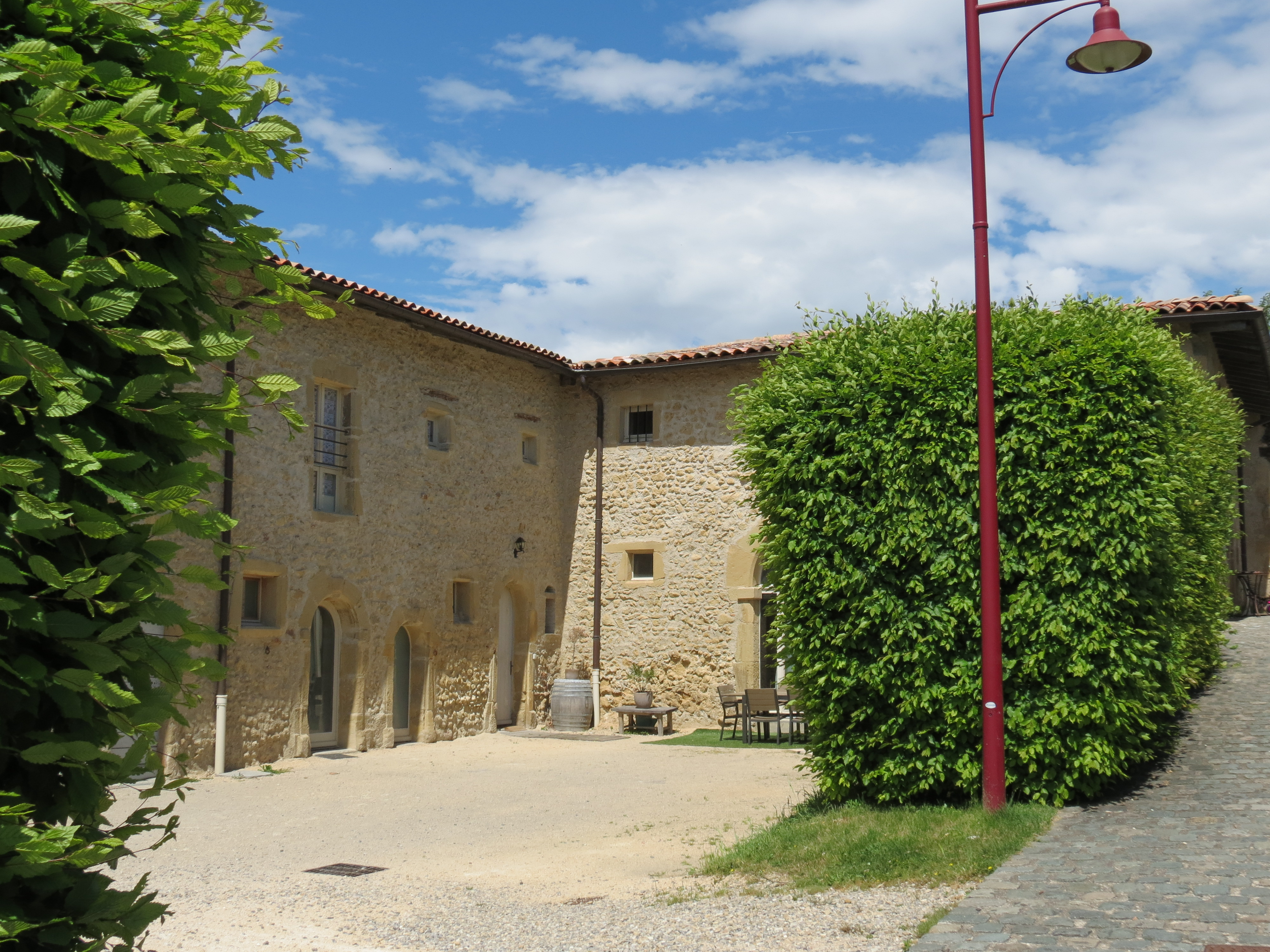
Chateau de Chonas

Le château de Chonas, qui domine les environs et date du quatrième quart du XVIe siècle et du premier quart du XVIIe siècle, est inscrit au titre des monuments historiques par arrêté du 12 juillet 2000 : en particulier, l'inscription concerne le château et ses dépendances (les cours, les communs, la glacière), ses terrasses, son parc, qui comprend plusieurs arbres centenaires, et le mur de clôture.

#### Autres lieux
Le lavoir
Le lavoir fut construit le 11 avril 1889 sur la place du village. Plus tard, le maire, Ennemond Jury, expose à l'assemblée le fait qu'il est nécessaire de couvrir le lavoir communal. Le projet est approuvé car c'est tout le village et les hameaux environnant qui approuvent l'utilité de ce lavoir.

#### Site naturel
Forêt alluviale
Le patrimoine de Chonas-l'Amballan est aussi un patrimoine que lui offre la nature. En effet, la forêt alluviale de Gerbey qui se trouve le long du Rhône est classée Espace Naturel Sensible. Il existe un projet pour faire découvrir à chacun que l'on se doit de conserver et préserver ces fragiles endroits.

### Personnalités liées à la commune
- Marquis François de Veynes, époux de la fille du lieutenant général Timoléon François de Maugiron, dernière "dame" de Chonas[24].

### Héraldique
|  | Chonas-l'Amballan possède des armoiries dont l'origine et le blasonnement exact ne sont pas disponibles. |